# Osiedle Przy Arce
Osiedle Przy Arce (do roku 1991 osiedle Dąbrowszczaków) – osiedle w Krakowie wchodzące w skład Dzielnicy XVI Bieńczyce, niestanowiące jednostki pomocniczej niższego rzędu w ramach dzielnicy.

## Historia
Osiedle Przy Arce stanowi część Bieńczyc Nowych – założenia architektoniczno-urbanistycznego, w zamierzeniu stanowiącego rozbudowę dzielnicy Nowa Huta w kierunku północno-zachodnim. W 1959 roku w wyniku konkursu na projekt założenia wybrano koncepcję autorstwa warszawskiej architekt Jadwigi Guzickiej z zespołem w którym za projekt urbanistyczny odpowiadali Anna Basista i Jan Lewandowski a za architekturę budynków Kazimierz Chodorowski, Stefan Golonka oraz konstruktor dr inż. Tadeusz Kantarek. Całe założenie było projektowane dla ok. 30 tys. mieszkańców – ok. 5,5 tys. na jednym osiedlu. Cechuje je luźna zabudowa budynkami wolnostojącymi z przeważającą zabudową 5- i 11-kondygnacyjną. Główną osią zespołu urbanistycznego jest park Planty Bieńczyckie, wzorowane na Plantach Krakowskich, który spaja osiedla wchodzące w skład zespołu w jedną urbanistyczną całość. Wzdłuż parkowej osi zaplanowano obiekty użyteczności publicznej – szkoły, przedszkola, domy handlowe, domy kultury, biblioteki. Oprócz Osiedla Przy Arce w skład Bieńczyc Nowych wchodzą jeszcze osiedla Strusia, Kalinowe, Na Lotnisku, Wysokie, Kazimierzowskie, Jagiellońskie, Niepodległości, Albertyńskie oraz Złotej Jesieni. Realizacja zespołu urbanistycznego odbyła się w latach 1962-1979.

## Usytuowanie i rozplanowanie
Nazwę przyjęto od pobliskiego kościoła zwanego Arką Pana. Osiedle leży w kwartale ulic: Kocmyrzowskiej, Andersa, Szajnowicza Iwanowa i Obrońców Krzyża. Sąsiaduje od wschodu z Placem Targowym w Bieńczycach, a od południowego zachodu z bazarem Tomex. Osiedle zamieszkuje kilka tysięcy mieszkańców. W jego skład wchodzi sześć bloków dziesięciopiętrowych i trzynaście bloków czterokondygnacyjnych.
Na os. Przy Arce są też duży plac zabaw dla dzieci pomiędzy blokami 2 a 5 oraz mniejszy za blokiem 2, których właścicielem jest SM „Jutrzenka”, Przedszkole Samorządowe nr 142, sklep spożywczy „Baśka”, apteka Niezapominajka oraz mniejsze punkty handlowe i usługowe. Centralnie przez osiedle przechodzą Planty Bieńczyckie, które ciągną się aż do granicy Dzielnicy XVI przy osiedlach Kalinowym i Strusia.
Przed blokiem nr 11, naprzeciwko kościoła Matki Bożej Królowej Polski (Arki Pana), został postawiony pomnik poświęcony Bogdanowi Włosikowi oraz pozostałym ofiarom stanu wojennego. Bogdan Włosik zginął nieopodal pomnika, zastrzelony przez kapitana SB podczas zamieszek 13 października 1982 roku.

## Galeria

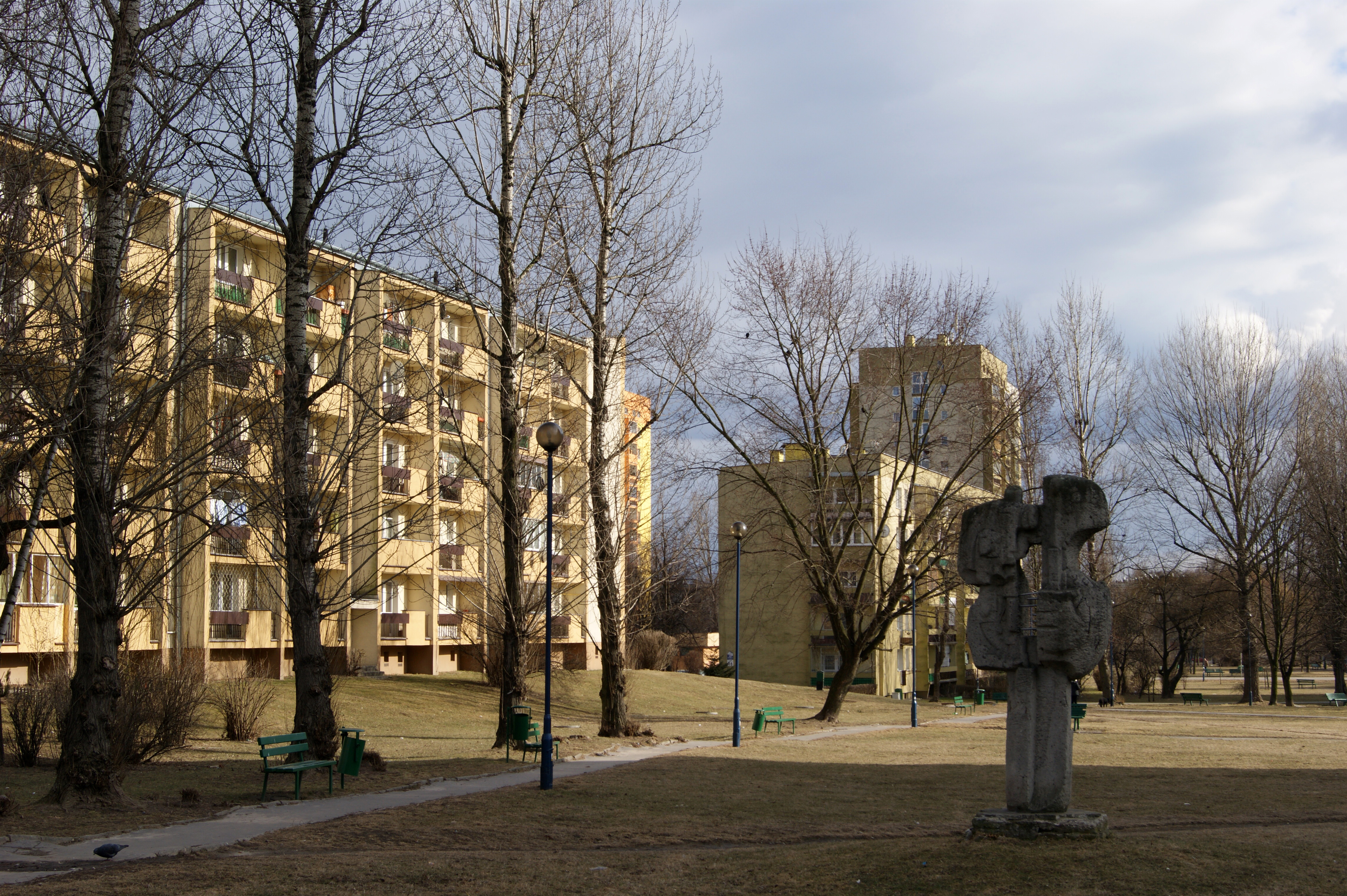
Rzeźba
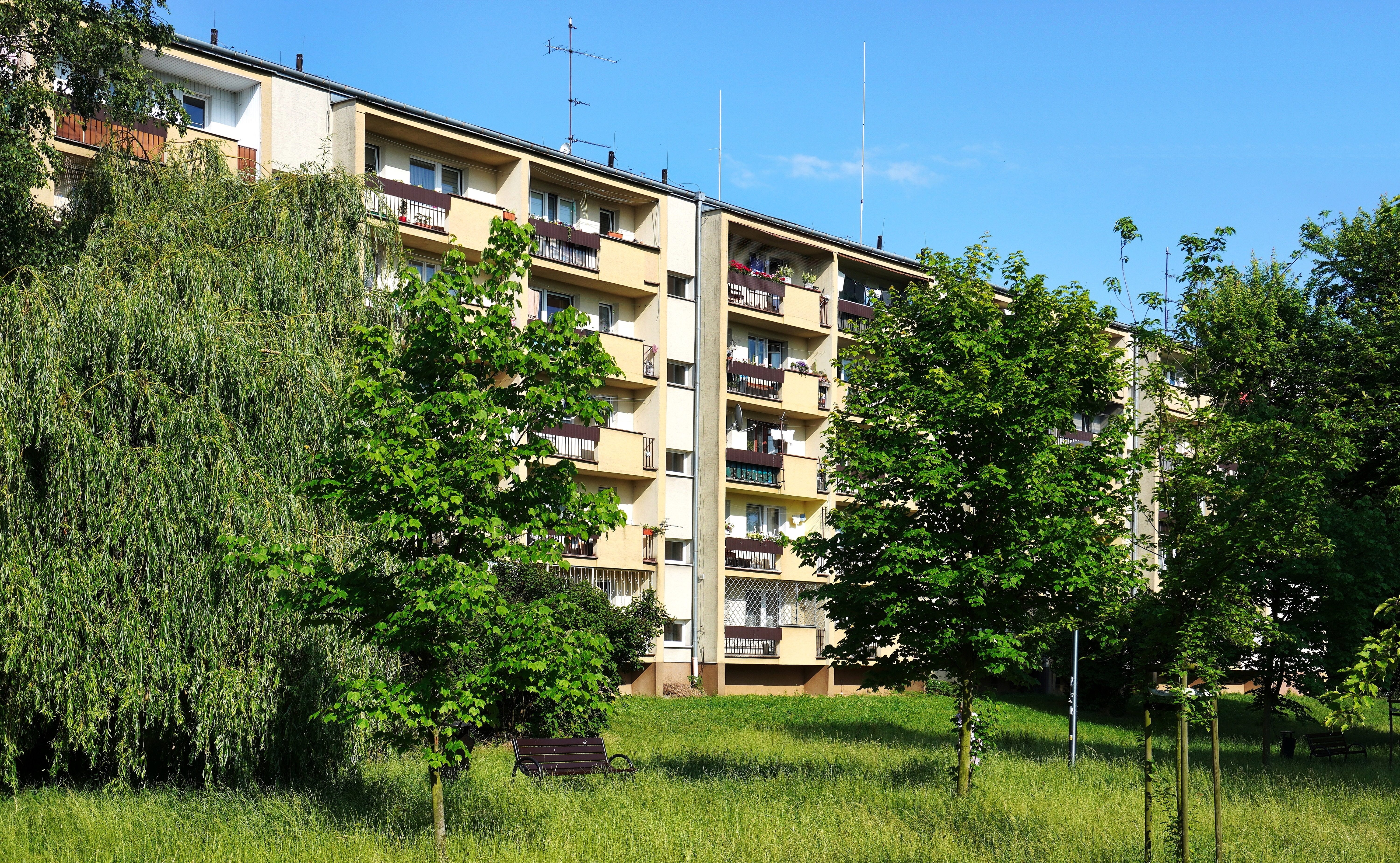
Wnętrze osiedla os. Przy Arce 9
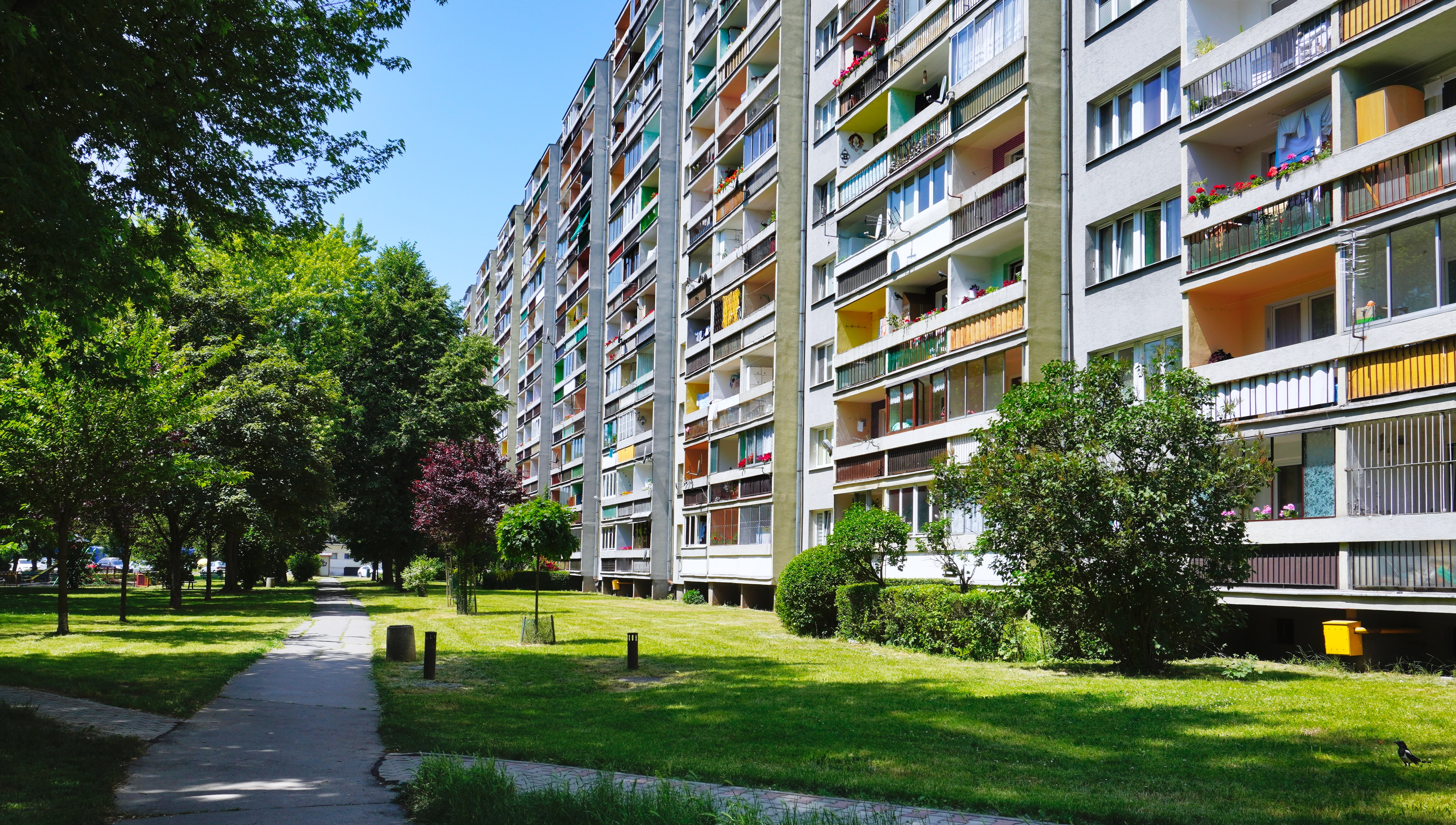
Wnętrza osiedla, os. Przy Arce 2
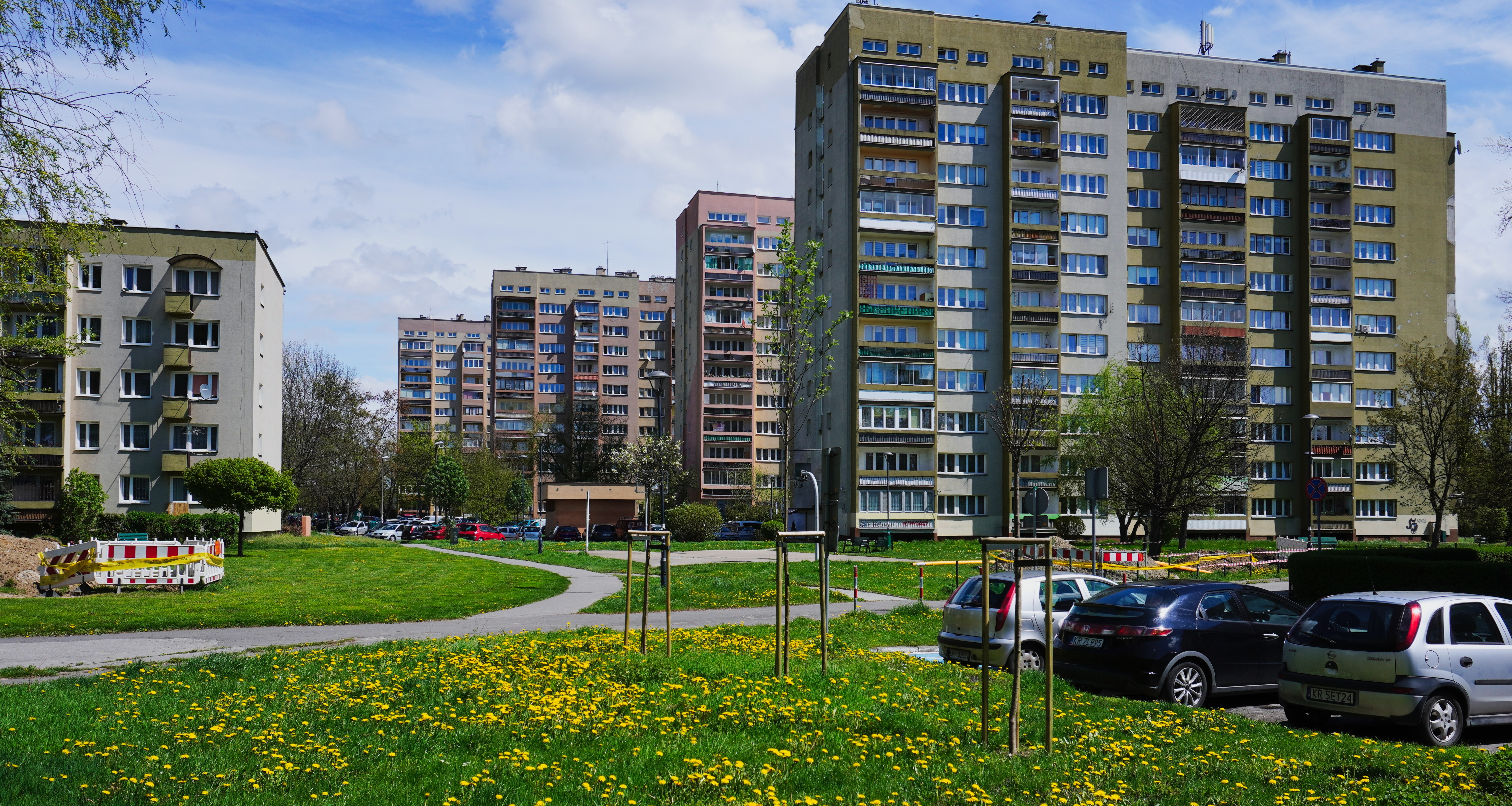
Bloki dziesięciopiętrowe we wschodniej części osiedla
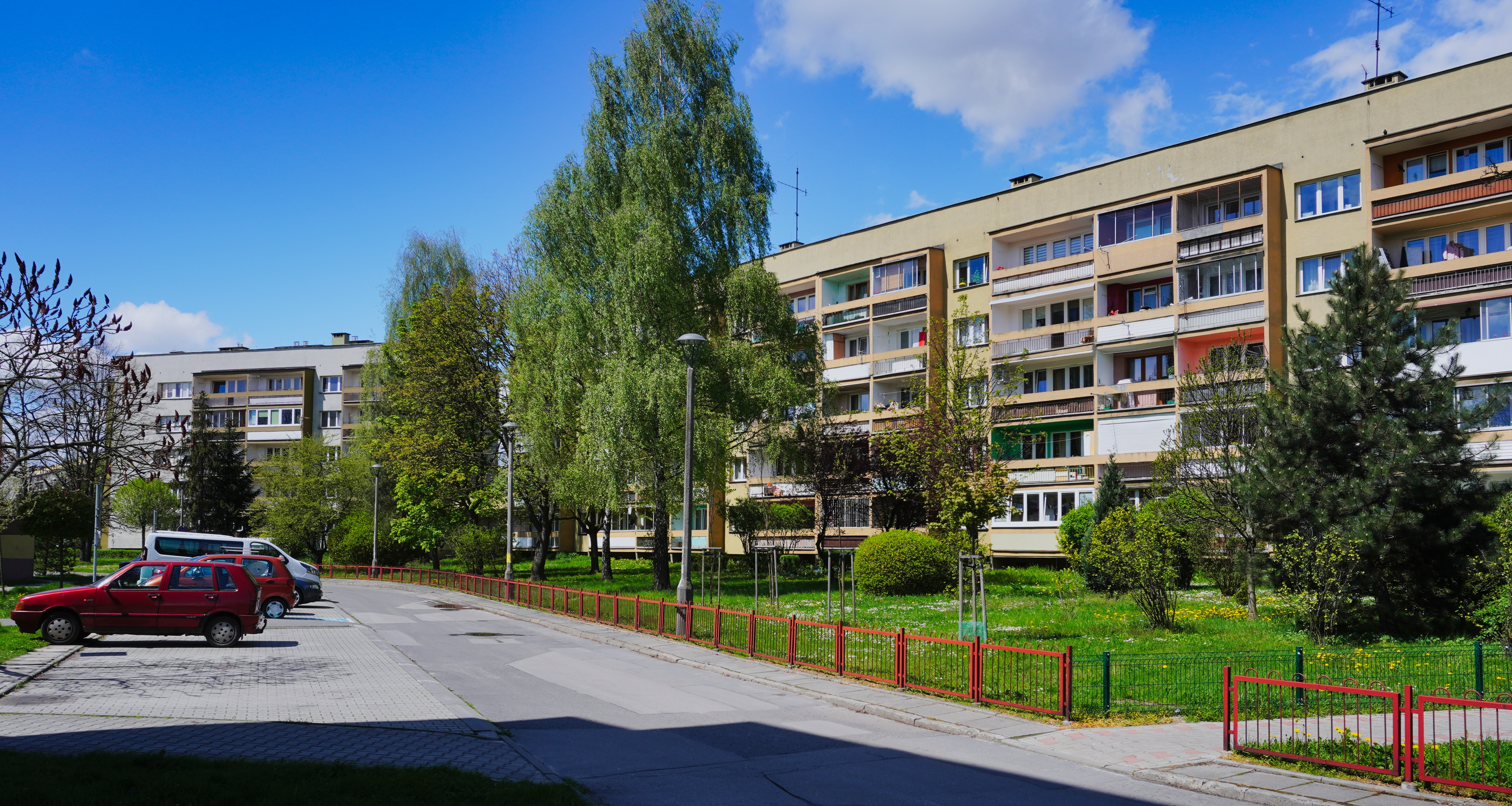
Bloki czteropiętrowe 22 i 24
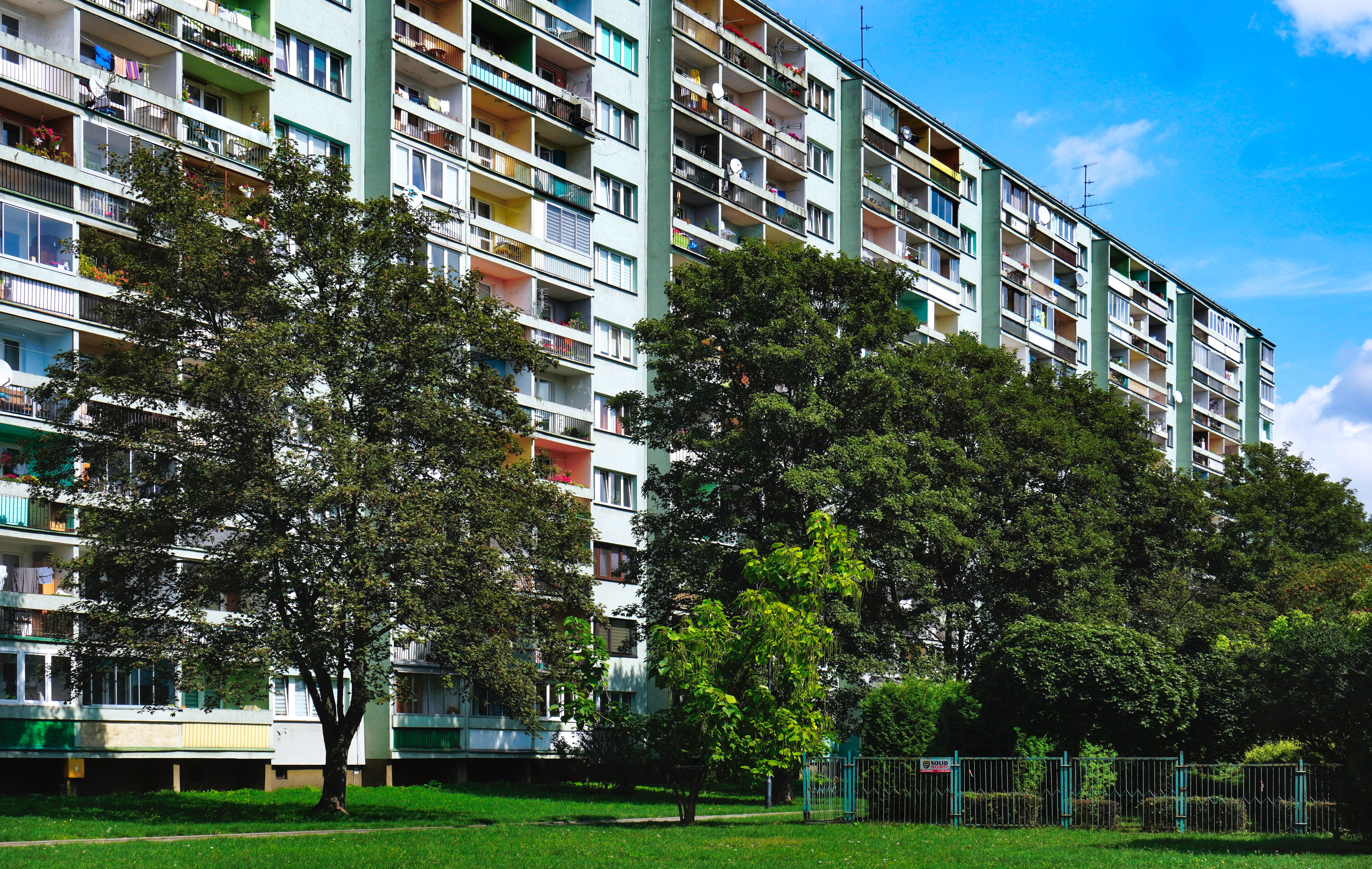
Wnętrze osiedla os. Przy Arce 5
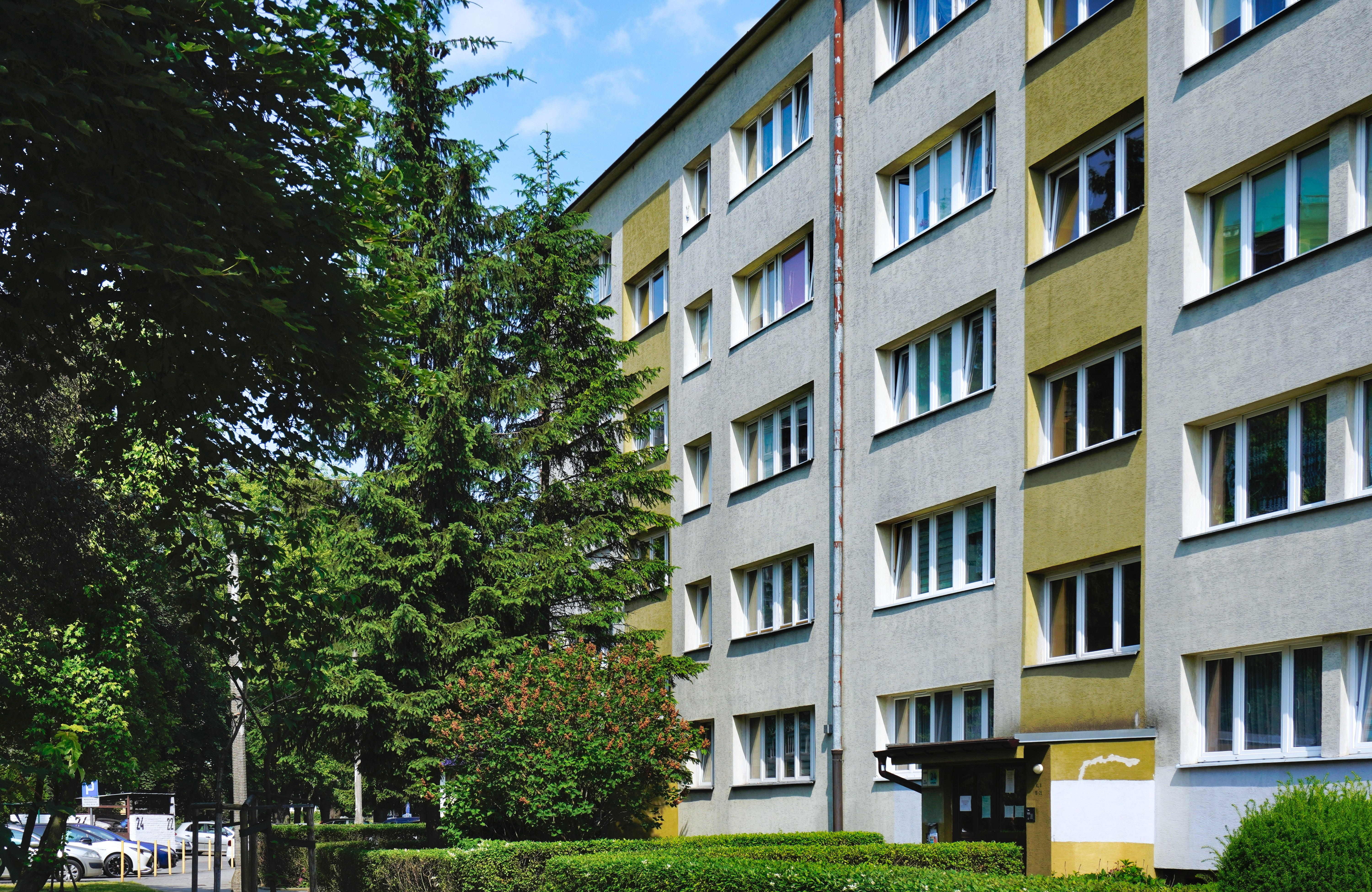
Wnętrze osiedla os. Przy Arce 24
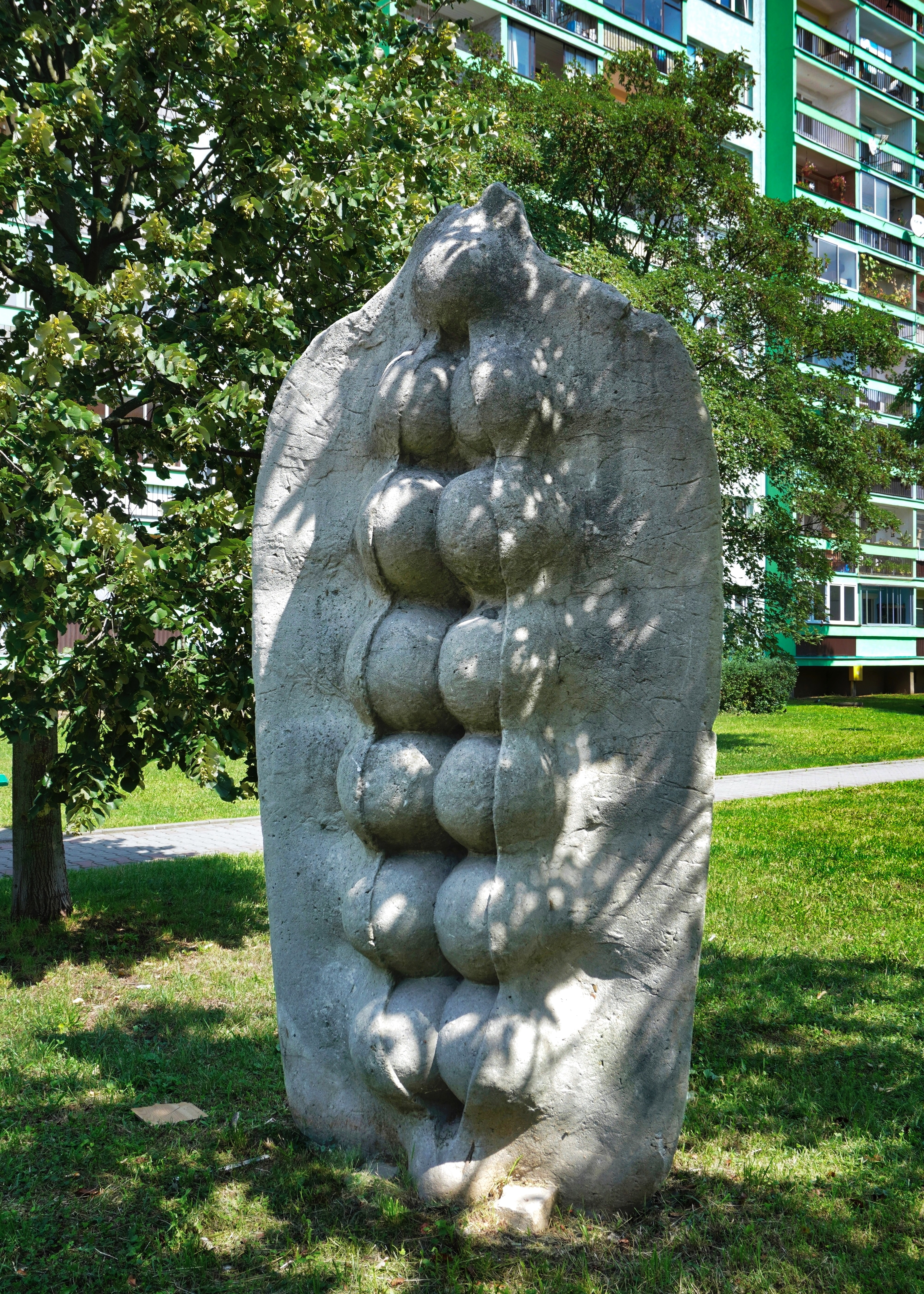
Rzeźba Dojrzewanie II Wincenty Kućma, 1975